# Brehon
Brehon (en irlandais : breitheamh    - IPA brᶽehəvɤ ou brᶽejuː ) est un terme désignant une fonction historique d'arbitrage, de médiation et judiciaire dans la culture gaélique. Les Brehons font partie du système de la loi irlandaise primitive, appelée « loi Brehon ». Les Bréhons sont des juges et font partie des édiles. 

## Historique
Le système de droit indigène irlandais date de l'âge du fer. Connue sous le nom de loi Brehon, elle s'est développée à partir de coutumes qui ont été transmises oralement d'une génération à l'autre. La loi de Brehon est administrée par des brehons, sorte de juges, bien que leur rôle soit plus proche de celui d'arbitres. Leur tâche est de préserver et d'interpréter la loi. 
Les brehons de l'Irlande antique sont  des personnes sages qui mémorisent et appliquent les lois pour régler les différends entre les membres d'une famille élargie. Certains brehons sont attachés à des clans et ont reçu une part de terre pour leur soutien au clan. D'autres vivent indépendamment de leur profession. Ils sont reconnus comme une classe professionnelle en plus des druides et des bardes. La fonction de brehon est en grande partie héréditaire. Le terme « barde » est associé à une famille de Poètes Brehon, appelée Mac an Bhaird (en) (fils du barde). Ils font partie des descendants des anciennes tribus Soghain (en) dans le Royaume d'Uí Maine. 
Dans l'ancienne Irlande, les Brehons, en tant qu'édiles de la société, prennent part à un événement Feis Teamhrach qui a lieu tous les trois ans sur Samhain, au lieu-dit de la Chambre des banquets (Teach Moidhchuarta), sur la colline de Tara. L'assemblée est également appelée Aonach (en) à l'époque préhistorique. C'est un événement national dans le but de résoudre tout différend régional concernant le titre de grade, de propriété et les privilèges. Ils sont réglés par les législateurs, les Brehons. Les décisions sont soigneusement notées et inscrites par les Ard Ollam dans des registres officiels. L'événement a été fondé très tôt et a duré jusqu'à 560 après J.-C., lors de la dernière assemblée tenue par le roi Dermot, fils de Fergus,. 
Les lois Brehon sont à l'origine composées en vers poétiques pour faciliter la mémorisation. Les Brehons sont tenus pour responsable des dommages et intérêts si les décisions sont incorrectes, illégales ou injustes. L'appel d'une décision d'un bréhon est soumis au versement d'une caution et doit être déposé devant un tribunal supérieur. Le niveau hiérarchique d'un brehon est basé sur ses compétences et sur ses connaissances des trois composantes du droit : le droit traditionnel, la poésie et le droit canon (ajouté plus tard). 
En Irlande médiévale préchrétienne avant le premier manuscrit écrit, le droit est pratiqué par des juges héréditaires connus sous le nom de bardes ou filid, qui transmettent oralement des informations au fil des générations, ils occupent les fonctions Ollam (en), sorte de roi provincial ou Rí (en). 
À l'époque pré-normande, c'est le roi qui juge, le cas échéant, à la suite de la récitation de la loi applicable et des conseils du brehon. 
L'une des principales tâches d'un brehon est d'enregistrer les généalogies du peuple. L'un des Brehons les plus notables associés à l'enregistrement des généalogies est le clan Mac Fhirbhisigh (en). Dubhaltach Mac Fhirbhisigh (en) établit les tables généalogiques en 1650 Leabhar na nGenealach (en) ainsi que les versions abrégées Cuimre na nGenealach (en) et Great Book of Lecan (en). Le généalogiste est également appelé en vieil irlandais un Seanchaidhe (en). L'unité familiale de base en vertu du droit Brehon dans l' ancienne Irlande est définie comme Derbfine (en). La famille Ó Cléirigh (en) est également connue pour l'établissement des généalogies, tel que Mícheál Ó Cléirigh (en), l'auteur des Annales des quatre maîtres.

## Brigh Brigaid
Brigh Brigaid, également orthographiée sous le nom de Briugaid ou Brughaidh, (vers 50 après J.-C., Irlande) est une femme qui exerce ses fonctions de brehon, ou juge, en Irlande au Ier siècle de notre ère. Brigh Brigaid est mentionnée dans le Senchus Mór  un recueil des anciennes lois irlandaises  et ses décisions sont citées plusieurs siècles après sa mort. 
Son nom est peut-être associé aux déesses païennes celtiques, qui ont un lien étroit avec les traditions bardes. Elle est connue sous le nom de «grand brick» ou brigit, une brehon qui aurait guéri le juge Sencha mac Ailella (en). Des tâches apparaissent sur son visage après avoir rendu un jugement partisan contre les femmes. Brigit le guérit en le convainquant de revoir son jugement.
Brigh Brigaid est citée dans l’œuvre The Dinner Party de Judy Chicago.     

## Morann Mac Máin
Dans le Lebor Gabála Érenn, il décrit un célèbre juge mythique Brehon connu sous le nom de Morann Mac Máin (fils de Cairbre Cinnchait). Il est le chef Ollam du haut roi Feradach Finnfechtnach. Morann Mac Máin porte un torque ou un collier, qui se contracte autour de son cou lorsqu'il rend un jugement injuste et ne se relâche qu'une fois qu'il en a fait un juste. Il est également connu dans In Lebor Ogaim (en) pour avoir créé l'un des trois Bríatharogam (en), utilisé pour interpréter l'alphabet Ogham.  
Morann Mac Máin est également associé au manuscrit Audacht Morainn (Le Testament de Morann), qui donne des conseils à un futur roi. Il a été écrit pour Feradach Finnfechtnach, juste avant qu'il ne soit fait grand roi. Il existe cinq compositions connues de ce genre en vieil irlandais, notamment Tecosca Cormaic ou Bríathra Flainn Fína mac Ossu, bien qu'Audacht Morainn soit la plus ancienne. Il est officiellement considéré par beaucoup comme le précurseur au IXe siècle, Mirrors for princes, qui a été écrit par un moine chrétien irlandais appelé Sedulius Scottus,.   